# Saint-Cyr-du-Gault
Saint-Cyr-du-Gault ist eine französische Gemeinde mit 174 Einwohnern (Stand: 1. Januar 2022) im Département Loir-et-Cher in der Region Centre-Val de Loire. Sie gehört zum Arrondissement Blois, zum Kanton Veuzain-sur-Loire und zum Gemeindeverband Agglomération de Blois. 

## Geografie
Die Gemeinde Saint-Cyr-du-Gault liegt etwa 23 Kilometer westnordwestlich von Blois am namengebenden Flüsschen Gault an der Grenze zum Département 'Indre-et-Loire. Umgeben wird Saint-Cyr-du-Gault von den Nachbargemeinden Saint-Gourgon im Norden, Gombergean im Nordosten, Françay im Osten, Saint-Étienne-des-Guérets im Süden und Südosten, Saint-Nicolas-des-Motets im Süden, Morand im Süden und Südwesten, Saunay im Westen und Südwesten sowie Villeporcher im Nordwesten. Durch die Gemeinde führt die Autoroute A10.

## Bevölkerungsentwicklung
| Jahr                       | 1962 | 1968 | 1975 | 1982 | 1990 | 1999 | 2006 | 2012 | 2021 |
| Einwohner                  | 341  | 314  | 275  | 247  | 208  | 195  | 184  | 176  | 175  |
| Quellen: Cassini und INSEE |      |      |      |      |      |      |      |      |      |

## Sehenswürdigkeiten
- Kirche Saint-Cyr et Sainte-Julitte

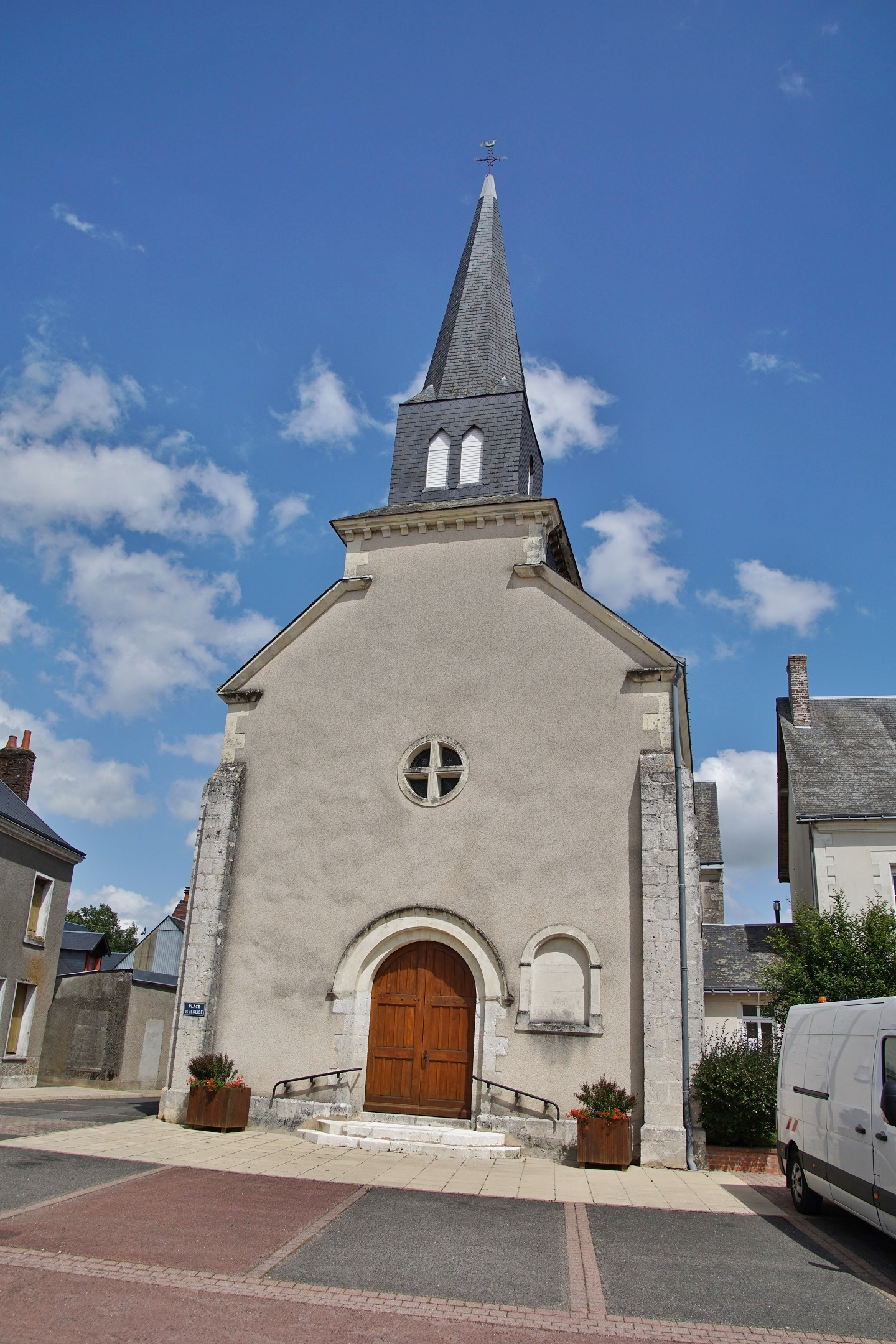
Kirche Saint-Cyr et Sainte-Julitte

- Schloss Les Marronniers